# U-537
U-537 – niemiecki okręt podwodny typu IXC/40 z czasów II wojny światowej. Okręt wszedł do służby pod koniec stycznia 1943 roku i odbył trzy rejsy bojowe. W drugiej połowie 1943 roku przeprowadził operację skrytego umieszczenia na Labradorze bezobsługowej stacji meteorologicznej pracującej na potrzeby Kriegsmarine. 9 listopada 1944 roku został zatopiony wraz z całą załogą na Oceanie Indyjskim przez amerykański okręt podwodny USS "Flounder" (SS-251). Przez cały okres służby dowódcą U-Boota był Kapitänleutnant Peter Schrewe.

## Budowa i konstrukcja
Jednostki typu IX były podstawowymi niemieckimi okrętami podwodnymi używanymi podczas II wojny światowej do działań na odległych akwenach morskich. Będąc rozwinięciem typu IA pozbawione były jego głównych wad. Doświadczenia wojenne wykazywały konieczność wprowadzania modyfikacji mających na celu zwiększenie wartości bojowej okrętów, zwłaszcza polepszających ich zasięg. Osiągnięto to głównie dzięki wprowadzeniu możliwości wykorzystywania zbiorników balastowych do przyjmowania paliwa. Budowę ulepszonych U-Bootów typu IXC/40 rozpoczęto wiosną 1941 roku, od kwietnia 1942 roku do sierpnia 1944 roku do służby weszło 87 jednostek tego typu.
Zamówienie na budowę U-537 złożono w stoczni Deutsche Werft AG w Hamburgu 10 kwietnia 1941 roku (numer stoczniowy 355). Położenie stępki miało miejsce 10 kwietnia 1942 roku, zaś wodowanie – 7 listopada 1942 roku. Dowództwo okrętu objął Kapitänleutnant Peter Schrewe.

## Służba operacyjna
27 stycznia 1943 roku okręt został wcielony do 4. Flotylli U-Bootów z bazą w Szczecinie, celem przeprowadzenia standardowego szkolenia załogi na Bałtyku. 1 sierpnia 1943 roku  U-537 został przeniesiony jako jednostka bojowa do 10. Flotylli w Lorient .

### Operacje na Atlantyku

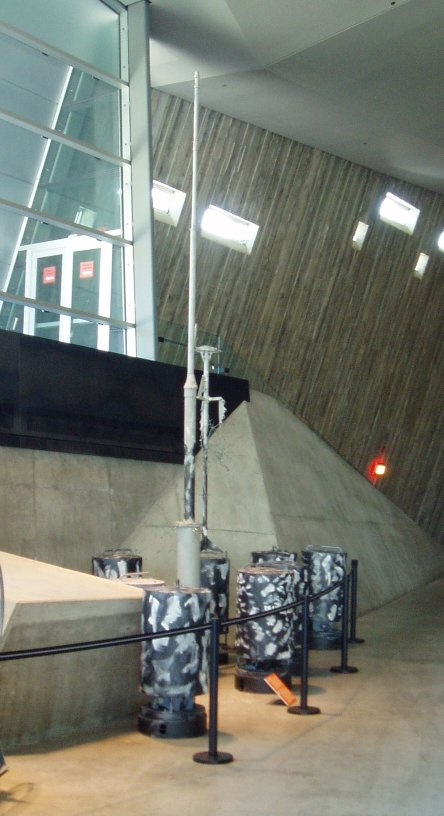
Wetter-Funkgerät Land-26 – współczesna ekspozycja muzealna

Pierwszy rejs bojowy U-573 miał charakter operacji specjalnej. Zadaniem okrętu było przetransportowanie przez Ocean Atlantycki i skryte zainstalowanie przez załogę bezobsługowej stacji meteorologicznej na odludnym fragmencie wybrzeża północnoamerykańskiego Labradoru. Zestaw Wetter-Funkgerät Land-26 (WFL-26), o kodowej nazwie Kurt, skonstruowany został przez przedsiębiorstwo Siemens. Składał się z dziesięciu cylindrycznych pojemników o wysokości ok. metra, średnicy ok. pół metra i masie ok. 100 kg mieszczących zestaw podstawowych meteorologicznych przyrządów pomiarowych, nadajnik radiowy o mocy 150 watów, dziesięciometrowy maszt antenowy i baterie niklowo-kadmowe zapewniające funkcjonowanie systemu przez około sześć miesięcy . Pozyskane dane miały być transmitowane w krótkich, maksymalnie dwuminutowych, zakodowanych transmisjach w trzygodzinnych interwałach.
18 września 1943 roku U-537 opuścił Kilonię i popłynął do Bergen, skąd 30 września wyruszył w rejs przez północny Atlantyk. Stację WFL-26 umieszczono w hermetycznych zasobnikach pod zewnętrznym pokładem przeznaczonych zwykle do transportowania zapasowych torped, a załogę okrętu uzupełnili specjaliści: dr Kurt Sommermeyer i jego asystent Walter Hildebrandt . Po opłynięciu od północy Wysp Owczych U-537 w trudnych warunkach pogodowych skierował się w stronę wybrzeży Grenlandii. Ciężki sztorm, z którym 13 października zmagał się wynurzony okręt, spowodował m.in. uszkodzenie peryskopu bojowego i wyrwanie z pomostu poczwórnie sprzężonego działka przeciwlotniczego 20 mm. Po przepłynięciu Cieśniny Davisa okręt dotarł do wybrzeży Labradoru i po kilku dniach nawigacyjnie skomplikowanej żeglugi wieczorem 22 października zakotwiczył w zatoce Martin (nazwa współczesna) w północno-wschodniej części półwyspu (60°04′05″N 64°23′05″W/60,068056 -64,384722). Grupa rekonesansowa znalazła odpowiednie miejsce dla umieszczenia stacji – niewielkie wzgórze w odległości ok. 400 m od brzegu morza. Za pomocą dwóch gumowych pontonów przetransportowano elementy wyposażania; w tym samym czasie na okręcie starano się usunąć uszkodzenia powstałe podczas żeglugi. Operacja ulokowania stacji meteorologicznej trwała około doby i zakończyła się sukcesem. Podjęto również działania dezinformujące, które miały w razie wykrycia stacji sprawić, by uznano by ją za instalację aliancką: m.in. pojemniki opatrzono oznaczeniem nieistniejącej w rzeczywistości „Canadian Meteorological Service” (chociaż Labrador był wówczas częścią brytyjskiego dominium Nowej Fundlandii) i rozrzucono opakowania po amerykańskich zapałkach i papierosach. Podjęte środki ostrożności nie okazały się jednak potrzebne, gdyż instalacja pozostała nieodkryta przez prawie cztery dziesięciolecia. Stacja znana jako WFL 26, była szóstą z kolei stacją drugiej serii tego rodzaju urządzeń. Urządzenie transmitowało informacje o pogodzie przez 3 miesiące, do momentu wyczerpania baterii.
Schrewe zameldował o pomyślnym wykonaniu zadania i podjął patrol bojowy wzdłuż wybrzeży Fundlandii. U-Bootowi nie udało się zatopić żadnej jednostki przeciwnika, sam natomiast stał się celem zbrojnego przeciwdziałania. Wiedząc z przechwyconej wiadomości radiowej o obecności niemieckiego okrętu na wodach północnoamerykańskich Kanadyjczycy rozpoczęli szeroko zakrojoną akcję poszukiwawczą. U-537 atakowany był kilkakrotnie: 31 października został niecelnie ostrzelany rakietami przez samolot Lockheed Hudson, 10 listopada łódź latająca PBY Canso równie nieskutecznie atakowała go bombami głębinowymi. Następnego dnia okręt kosztem jedynie niewielkich uszkodzeń uszedł atakowi lotnictwa i niszczyciela HMS „Montgomery”. 8 grudnia 1943 roku U-Boot zawinął do bazy Keroman w Lorient, gdzie pozostał przez następne 4 miesiące.

### Operacje na Dalekim Wschodzie
W marcu 1944 roku trwały przygotowania do kolejnego rejsu U-537, którego celem było m.in. dostarczenie zaopatrzenia dla niemieckich U-Bootów stacjonujących na Dalekim Wschodzie i strategicznych surowców dla japońskich sojuszników. 25 marca 1944 roku okręt opuścił Lorient i wyruszył wokół Afryki do portu na wyspie Penang u zachodnich wybrzeży Półwyspu Malajskiego. 17 kwietnia 700 mil morskich na zachód od Wysp Zielonego Przylądka uzupełniono paliwo z U-488 – podwodnego zbiornikowca typu XIV, zaś 25 czerwca – z U-183, okrętu typu IXC/40 powracającego z Penangu (na ten drugi okręt przekazano nowe książki kodowe oraz detektory fal radarowych Naxos i Borkum). 8 lipca zgłoszono dowództwu zatopienie na południe od Cejlonu zbiornikowca i niszczyciela, co jednak nie znajduje potwierdzenia w źródłach alianckich; U-Boot był wówczas bezskutecznie atakowany przez niszczyciele HMS „Racehorse” i HMS „Raider”. 2 sierpnia 1944 roku, po 131 dniach na morzu, okręt osiągnął bazę w Batawii (obecnie Dżakarta, stolica Indonezji). Port docelowy został zmieniony ze względu na zagrożenie powodowane przez alianckie okręty podwodne i lotnictwa, a także stawiane przez nie miny morskie.
1 października 1944 roku U-537 przeszedł na remont do Surabai – dawnej holenderskiej bazy morskiej na wyspie Jawa, wtedy też jednostka została formalnie przeniesiona do 33. Flotylli z siedzibą we Flensburgu (Niemcy). Zakładano, że ok. 10 października okręt będzie mógł rozpocząć rejs powrotny do Europy, z krytycznie potrzebnym III Rzeszy cargo. Z uwagi na brak w tym czasie możliwości zaopatrzenia okrętu w paliwo na Oceanie Indyjskim, niemieckie dowództwo podjęło decyzję o pozostawieniu okrętu na Dalekim Wschodzie. W tym czasie pojawił się zamysł operacji na wodach południowo-zachodniej Australii, gdzie spodziewano się znaleźć łatwe cele, zaś baza w Surabai była dogodnym punktem wypadowym. W operacjach tych zamierzano użyć także okrętów U-862 i U-168. Głównodowodzący Kriegsmarine, Grossadmiral Karl Dönitz, zaaprobował plan oczekując jednocześnie włączenie do niego U-537. 6 października U-168 został storpedowany przez holenderski okręt podwodny Hr.Ms. „Zwaardvisch”, co wymusiło zastąpienie go przez U-196.

#### Zatopienie

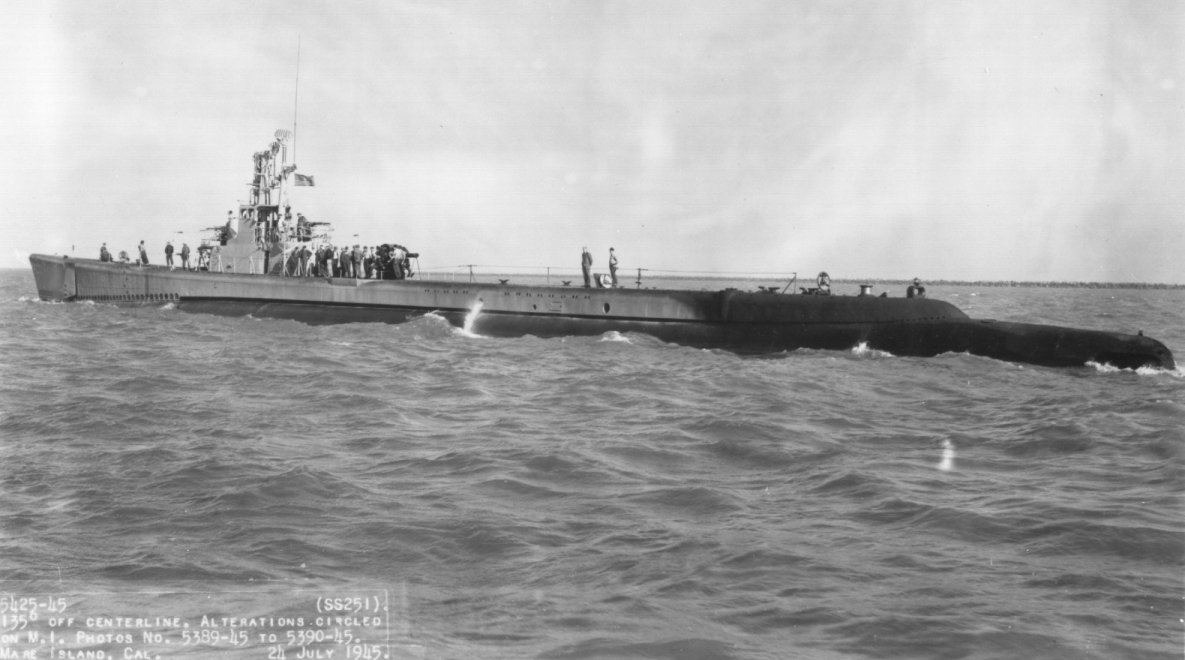
USS "Flounder" (SS-251)

U-537, który miał za zadanie atakować cele na południowy zachód od Fremantle, wypłynął z Surabai 9 listopada 1944 roku. Pięć dni wcześniej Japończycy przekazali drogą radiową szczegóły trasy przejścia oraz czas mijania kolejnych punktów orientacyjnych do garnizonów w regionie celem zapobieżenia atakom na jednostkę ze strony własnego lotnictwa i sił ZOP.
Japońska wiadomość została przechwycona i rozszyfrowana przez amerykański nasłuch radiowy (Magic), po czym przekazana przez do ComSubSwPac we Fremantle. Wiceadmirał Ralph Christie skierował do przechwycenia U-Boota „wilcze stado” – trzy okręty podwodne: USS „Flounder”, Guavina i Bashaw. Miały one zastawić pułapkę na niemiecki okręt na północ od cieśniny Lombok.
O 8 rano 10 listopada (czasu lokalnego), między Wyspami Kangean a Bali (7°13′00″S 115°17′00″E/-7,216667 115,283333) oficer wachtowy USS „Flounder”, okrętu podwodnego typu Gato, dowodzonego przez komandora porucznika Jamesa E. Stevensa, zauważył przez peryskop obiekt, który początkowo uznano za małą łódź żaglową. Wkrótce jednak, obiekt rozpoznano jako kiosk okrętu podwodnego. U-537 płynął w tym czasie zygzakując z prędkością 12 węzłów, jednakże manewry niemieckiego okrętu miały regularny wzór, co pozwoliło komandorowi Stevensowi na przeprowadzenie prostego ataku podwodnego. „Flounder” był wyposażony w kilka elektrycznych torped Mark 18, które niedawno wprowadzono do służby. Uznając, że właściwości nowych - niepozostawiających śladu torowego – torped będą przydatne do ataku w świetle dnia, kmdr Stevens obrócił okręt, gdyż wszystkie torpedy tego typu były załadowane w rufowych wyrzutniach torpedowych. Amerykański okręt z odległości 1000 metrów wystrzelił w kierunku zbyt regularnie zygzakującego U-Boota salwę czterech torped. Co najmniej jedna z nich trafiła zatapiając U-537 wraz z całą, 58-osobową załogą. Obawiając się ataku japońskiego lotnictwa kmdr. Stevens zanurzył okręt głębiej. Pięć, a następnie dziesięć minut później na amerykańskim okręcie usłyszano kolejne eksplozje; operator sonaru rozpoznał je jako detonacje wewnątrz tonącego okrętu podwodnego.
U-537 był drugim – po U-168 – niemieckim U-Bootem zatopionym w tym regionie; Niemcy nie zdawali sobie sprawy z utraty U-Boota aż do stycznia następnego roku, kiedy uznali go za zaginiony i prawdopodobnie utracony.